# Raczkowa Siklawa
Raczkowa Siklawa (słow. Račkov vodopád) – szereg kaskad tworzących wodospad na Raczkowym Potoku w słowackich Tatrach Zachodnich. Znajduje się on w Dolinie Raczkowej, zaraz powyżej upłazu Pod Klinem, na skalistym i stromym progu Doliny Zadniej Raczkowej, na wysokości ok. 1550 m n.p.m. Bezpośrednio przy wodospadzie nie prowadzi żaden szlak turystyczny, sam wodospad jest jednak dobrze widoczny z pobliskiego, żółtego szlaku prowadzącego przez Dolinę Raczkową na Starorobociańską Przełęcz.

## Szlaki turystyczne
– żółty szlak z rozdroża Niżnia Łąka przez Dolinę Raczkową do Rozdroża pod Klinem i dalej Zadnią Doliną Raczkową w pewnej odległości od wodospadu do Raczkowych Stawów i na Starorobociańską Przełęcz i Kończysty Wierch (2002 m). Suma wzniesień ok. 1050 m.
- Czas przejścia z Niżniej Łąki do Rozdroża pod Klinem: 2:30 h, ↓ 1:45 h
- Czas przejścia od rozdroża na Starorobociańską Przełęcz: 2 h, ↓ 1:30 h